# Наукомістке підприємство
Наукомістка виробнича система (наукомістке підприємство (НМП)) (НВС) — це система, що здатна освоїти і реалізувати інноваційні технічні і технологічні знання нового покоління наукомістких технологій у процесі створення проміжних і кінцевих продуктів. НВС має розвинену інфраструктуру у формі об'єднання, створює складну конкурентоспроможну продукцію, наприклад, літаки, космічні апарати, системи управління об'єктами тощо. Структурно НВС складається з господарсько-виробничих підприємств (модулів), до числа яких можна віднести науковий, виробничий, ресурсний, ремонтний, сервісний, маркетинговий та ін.
- Наукомістка продукція (НМПР) — це продукція, що створена на базі останніх досягнень науки і техніки, і яка має технологічні чи економічні переваги у порівнянні з іншою продукцією даної групи або є унікальною.
- Наукомістке виробництво (НМВ) — це виробництво, яке забезпечує впровадження повного життєвого циклу розробки, серійного виробництва, маркетингу і ремонтно-сервісного обслуговування НМПР.
- Наукомістка технологія (НМТ) — технологія, що забезпечує одержання НМПР і дає можливість здійснити енерго-, ресурсозбереження, зменшення шкідливих викидів, підвищення безпеки праці і підвищення конкурентоспроможності продукції на внутрішніх та зовнішніх ринках.
- Наукомісткий процес (НМПЦ) — процес, який дозволяє впровадити і реалізувати нові технології на основі інновації структур, що відповідають нормативним вимогам і міжнародним стандартам.
- Наукомістка галузь (НМГ) — галузь, що забезпечує розробку нових технологій та впровадження новітніх наукових досягнень у процесах створення НМПР.
- Наукомісткі галузі — це ті, що характеризуються виробництвом сучасної, технічно складної продукції, досвідченим кадровми складом

## Триєдине завдання розвитку НМП
1. Розроблення й реалізації динамічної моделі оптимального економічного розвитку НМП;
2. Розбудови ефективної керуючої системи НМП (у тому числі системи управління персоналом), яка була б адекватною сучасним реаліям ринку, враховувала всебічні особливості людини та спиралася на результативні механізми і стимули залучення персоналу до творчої праці зі створення та використання інновацій;
3. Синтезу та адаптації дієвих засобів контролю результатів праці НМП (у тому числі персоналу підприємства).

## Закони, що керують розвитком наукомістких підприємств в Україні
- Про національну програму сприяння розвитку малого підприємництва в Україні
- Про наукову і науково-технічну діяльність
- Про пріоритетні напрями інноваційної діяльності

## Основні характерні риси наукомістких виробництв
- Кількісні стрибкоподібні зміни в технології, що зумовлюють перехід до наступного покоління техніки.
- Тривалий інтегральний термін створення наукомісткої продукції.

## Основні характеристики високотехнологічних товарів
- Новизною технологій, використовуваними сировиною та матеріалами;
- Відносною часткою високваліфікованих працівників у конструюванні та виробництів продукції;
- Унікальними масогабаритними, фізичними, хімічними властивостями;
- Значним ризиком при виведенні товару на рикнок.